# Броккер, Адам Фомич
Адам Фомич Броккер (нем. Adam Brocker; 6 (17) февраля 1771—28 января (9 февраля) 1848) — обер-полицмейстер Санкт-Петербурга; действительный статский советник.

## Биография
Его отец, Томас Гейнрих, был крупным торговцем в Архангельске, где Адам Боккер и родился.
Некоторое время он в качестве юнкера плавал на корабле флагмана Фондезина. Около 1790 года, по приглашению приятеля отца, адмирала Макарова, он отправился с ним в плавание в качестве переводчика с английского языка. В 1791 году, по ходатайству архангельского генерал-губернатора Т. И. Тутолмина он был определён подпрапорщиком в лейб-гвардии Семёновский полк, в котором он прослужил 4 года, в 1795 году выйдя в отставку поручиком.
С 1798 года служил в почтовом ведомстве, где раскрыл крупные служебные злоупотребления и в январе 1810 года, вследствие неприятностей по службе, вышел в отставку. Перед Отечественной войной обратил на себя внимание графа Ф. В. Ростопчина, который назначил его 6 (18) июля 1812 года московским полицмейстером. На этой должности полковник А. Ф. Броккер проявил себя «замечательно энергичным распорядительным человеком и особо стал известен своей честностью» и Александр I назначил его в 1817 году полицмейстером в Санкт-Петербург; в 1824 году — обер-полицмейстер. В отставку вышел с чином действительного статского советника в 1826 году.
Похоронен на Введенском кладбище в Москве (могила утрачена).
А. Ф. Броккер стал родоначальником рода Броккер, который был в 1838 году записан в III часть Родословной книги дворянства Московской губернии.
Был женат на Екатерине Яковлевне, урождённой фон Треборн, дочери действительного статского советника; за ней в 1823—1852 гг. числилось в Московской губернии сельцо Машино («в нём — господский дом с 29 дворовыми да 8 домов с 85 крестьянами и землёй»); всего в Дмитровском уезде — 172 души.
Их дети: 
- Елизавета Адамовна Броккер (6 (18) февраля 1804—1843);
- Фёдор Адамович Броккер (22 октября (3 ноября) 1806—9 (21) декабря 1841 — российский военный, гвардии капитан, Георгиевский кавалер (25 декабря 1831; № 4652; поручик);
- Дарья Адамовна Ликом (24 августа (5 сентября) 1814—?)
- Александра Адамовна Посевьева (1838—?)
- Владимир Адамович Броккер (26 октября (7 ноября) 1811—?) — капитан Шацкой дружины Тамбовского ополчения (в 1855);
- Дмитрий Адамович Броккер (14 (26) июня 1817—21 мая (2 июня) 1891
- Екатерина Адамовна Трескина (9 (21) ноября 1817—1875)

А. Ф. Брокер оставил после себя автобиографические записки, небезынтересные с точки зрения характеристики общественных отношений его времени; записки эти были доведены до 1799 года. Кроме того, в 1826 году, вскоре после смерти графа Ф. В. Ростопчина, Брокером была составлена его биография.